# Kłonice
Kłonice je ves na jihu Polska v Dolnoslezském vojvodství. Nachází se jihovýchodně od města Jawor za obcí Paszowice. Tvoří ji několik budov a zámek s hospodářskými budovami. Na nedalekém vrchu Radogost se nachází rozhledna.

## Galerie

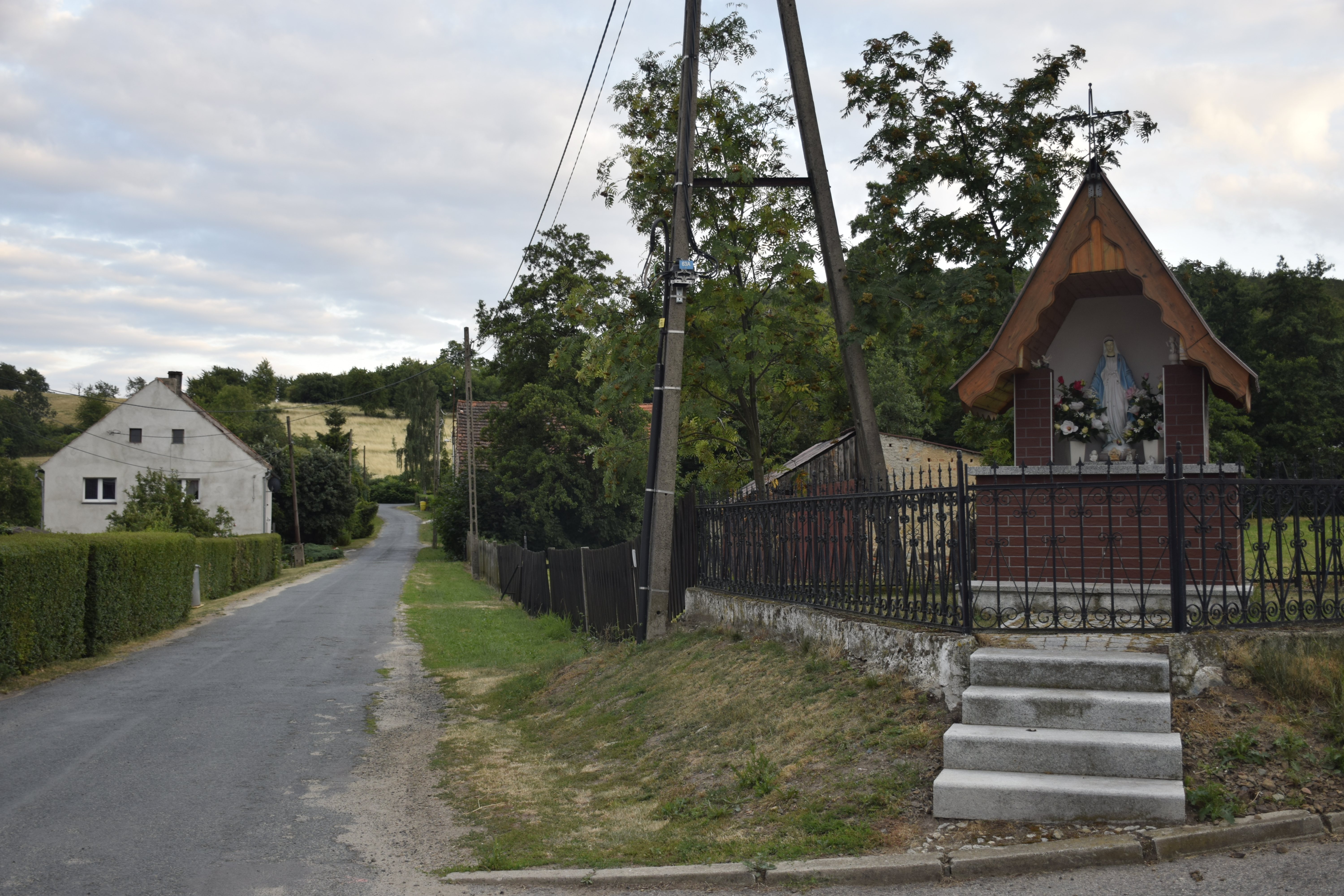
Kaplička u cesty
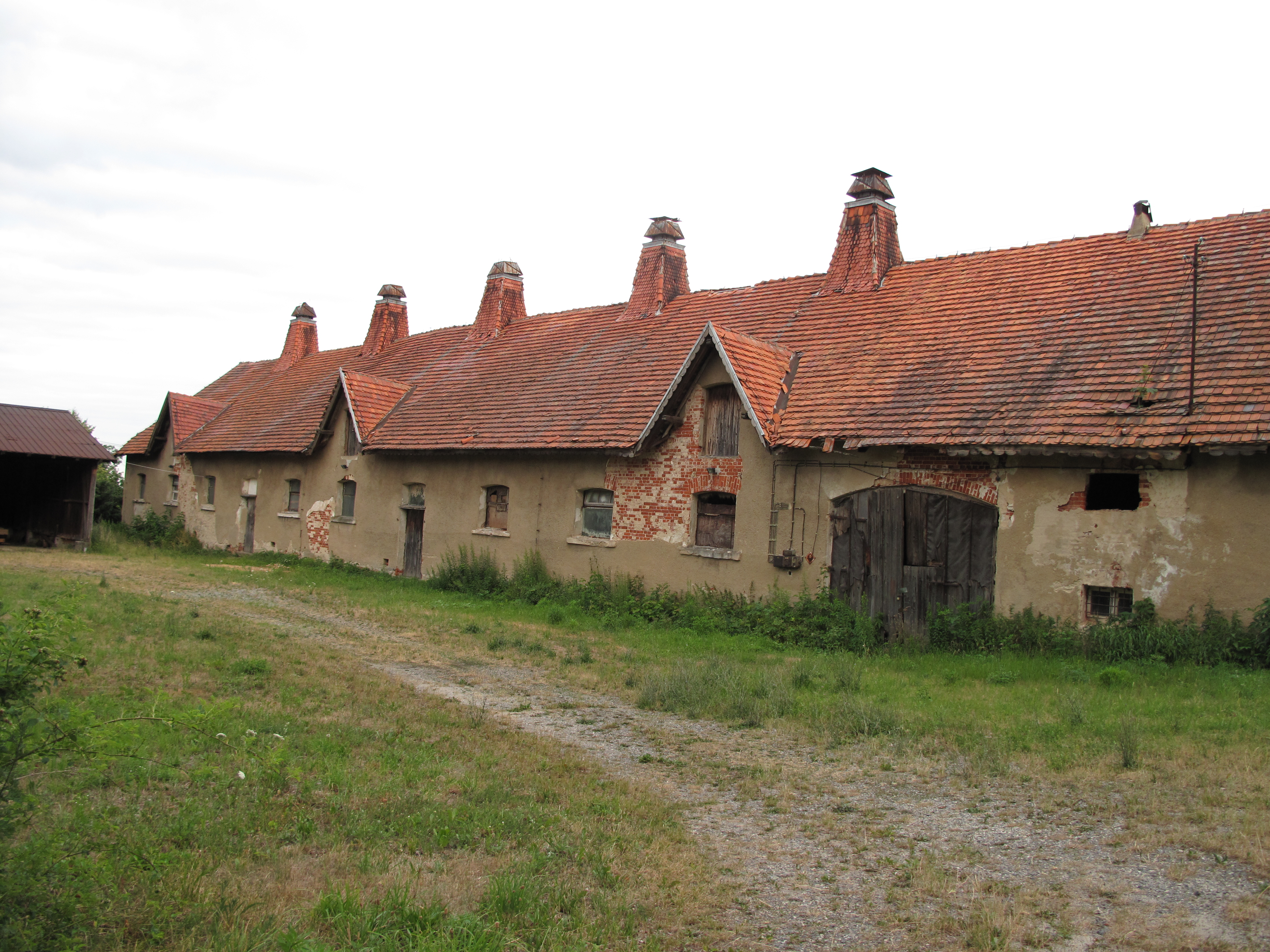
Hospodářská budova zámku
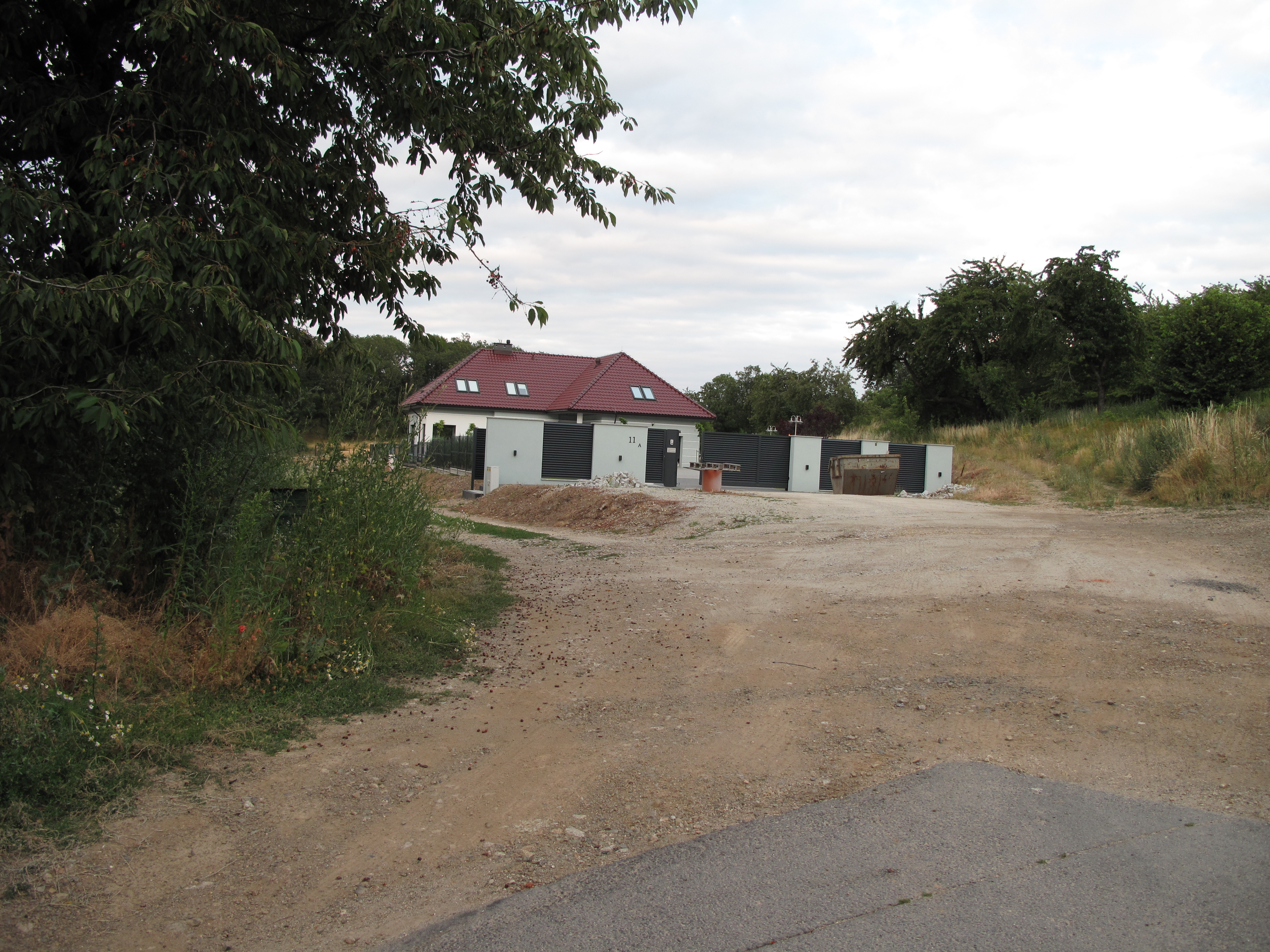
Novostavba na konci vesnice